# Febre groga
La febre groga és una malaltia vírica endèmica a zones d'Àfrica i Sud-amèrica, causada per un flavivírid transmès per un mosquit, i caracteritzada pels símptomes hemorràgics i la icterícia.

## Epidemiologia

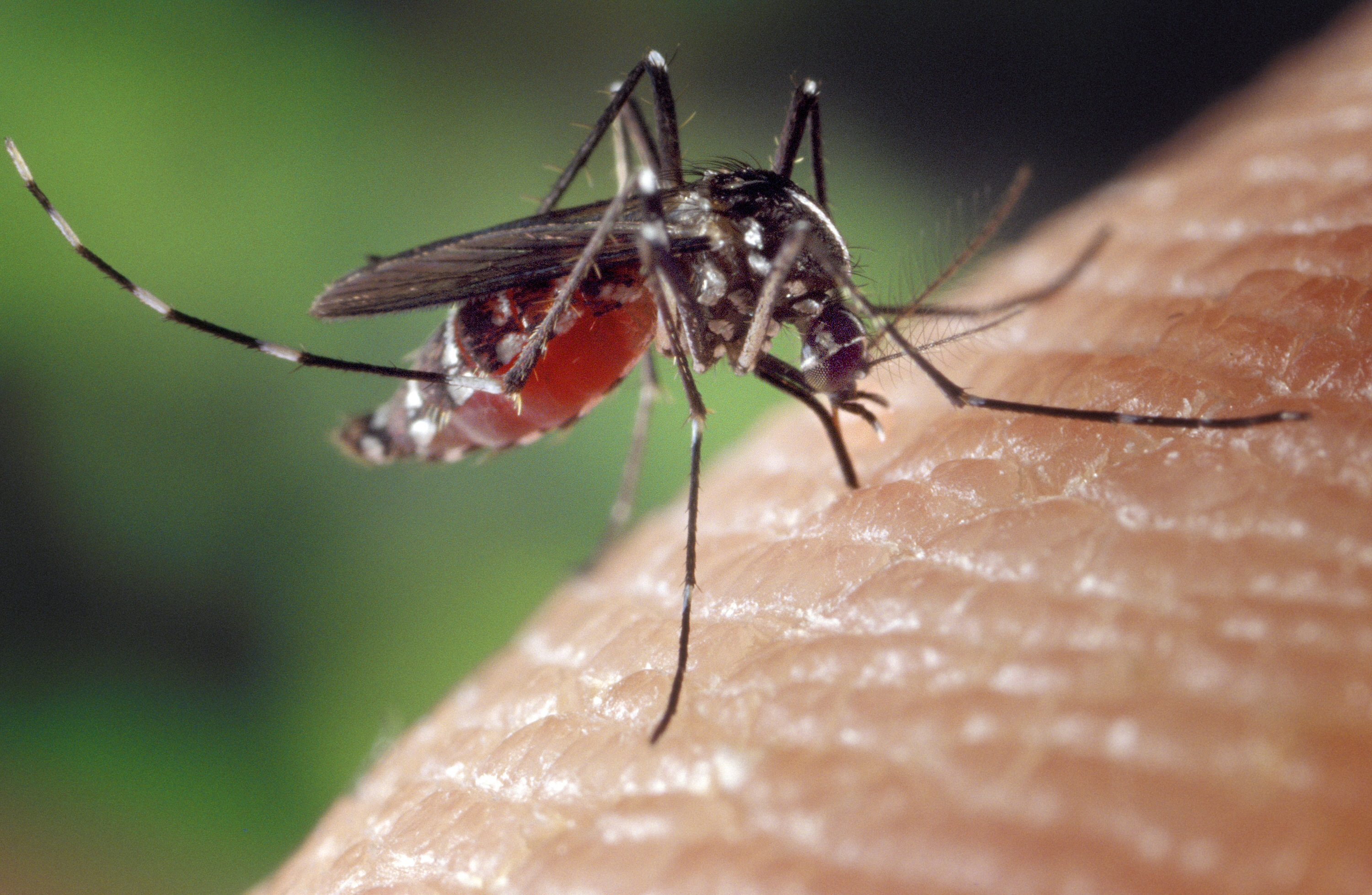
Aedes aegypti, el principal transmissor del virus de la febre groga.

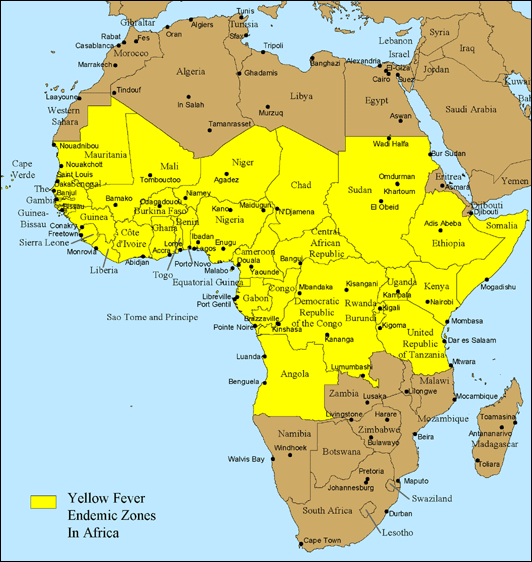
Estats endèmics de febre groga a l'Àfrica

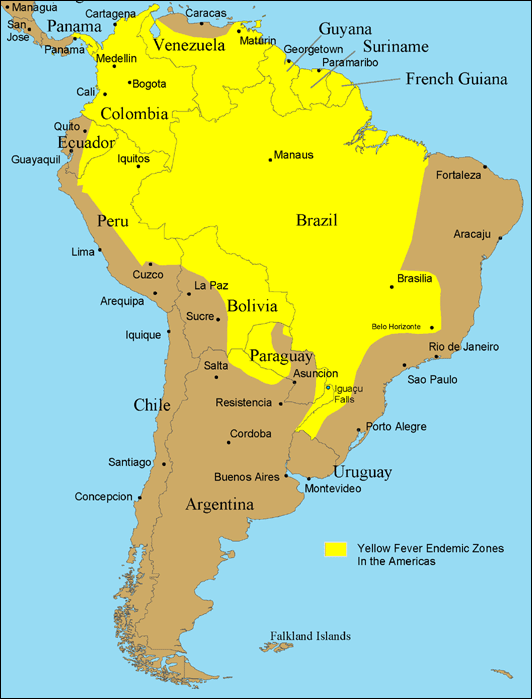
Estats endèmics de febre groga a Sud-amèrica

El causant de la malaltia és el virus de la febre groga, un arbovirus de la família dels Flavivírids, un virus ARN de cadena senzilla i positiva.
El vector que transmet el virus a l'ésser humà és un mosquit, Aedes aegypti, i altres espècies del gènere Aedes (com A. simpsoni, A. africanus) a l'Àfrica, i també dels gèneres Haemagogus (a Sud-amèrica) i Sabethes. Aquests mosquits solen viure per sobre dels 1.300 metres d'altitud, i com gairebé tots els mosquits, abunden en zones amb aigües estancades. Les picades d'Aedes solen ocórrer durant el dia, i transmeten el virus a través de llur saliva.
Els afectats es moren en un percentatge molt variable (entre el 5% i el 50% segons la situació epidèmica). Segons l'OMS, cada any emmalalteixen 200.000 persones sense vacunar i en moren 30.000. A Espanya i a gran part de la Unió Europea, la febre groga és una malaltia de declaració obligatòria.

## Clínica
El període d'incubació oscil·la generalment entre els 3 i els 10 dies. Durant aquest temps, el virus passa de la sang al sistema limfàtic, i d'allà passa a òrgans vitals on s'estableix.
Al començament, esdevé una manifestació clínica aguda i lleu, caracteritzada per febre elevada, calfreds i cefalea. També poden presentar-s'hi miàlgies, nàusees i vòmits. Aquesta presentació és poc específica i només pot fer sospitar de febre groga en zones endèmiques i en brots epidèmics. Al cap d'un a tres dies, els símptomes solen desaparèixer, o pot empitjorar a la forma greu. Un signe clínic clàssic és l'anomenat signe de Faget, caracteritzat per bradicàrdia amb febre alta. Al començament també pot haver-hi leucopènia i neutropènia.
La forma greu o clàssica comença com la forma lleu, però a més s'hi presenta un quadre hemorràgic, detectable per l'epistaxi, la gingivorràgia i l'hematèmesi (de fet, la febre groga és coneguda com a «vòmit negre», degut al color del vòmit ple de sang coagulada). La febre pot remetre, però posteriorment reapareix acompanyada d'icterícia, és a dir, la grogor de la pell que dona nom a la malaltia. Pot haver-hi insuficiència hepàtica o insuficiència renal amb proteïnúria.

## Diagnòstic
El diagnòstic en zones endèmiques s'estableix a partir de les dades clíniques:
- Aïllament de l'agent causal.
- Detecció de l'antigen en fluids o teixits.
- Seroconversió per inhibició de l'aglutinació, neutralització o enzimoimmunoassaig en una persona que no té antecedent de vacunació recent. Cal descartar-hi reaccions creuades amb altres flavivirus.

## Tractament
No existeix tractament eficaç contra la febre groga. En els casos greus està indicat el tractament simptomàtic (transfusions, diàlisi).

## Pronòstic

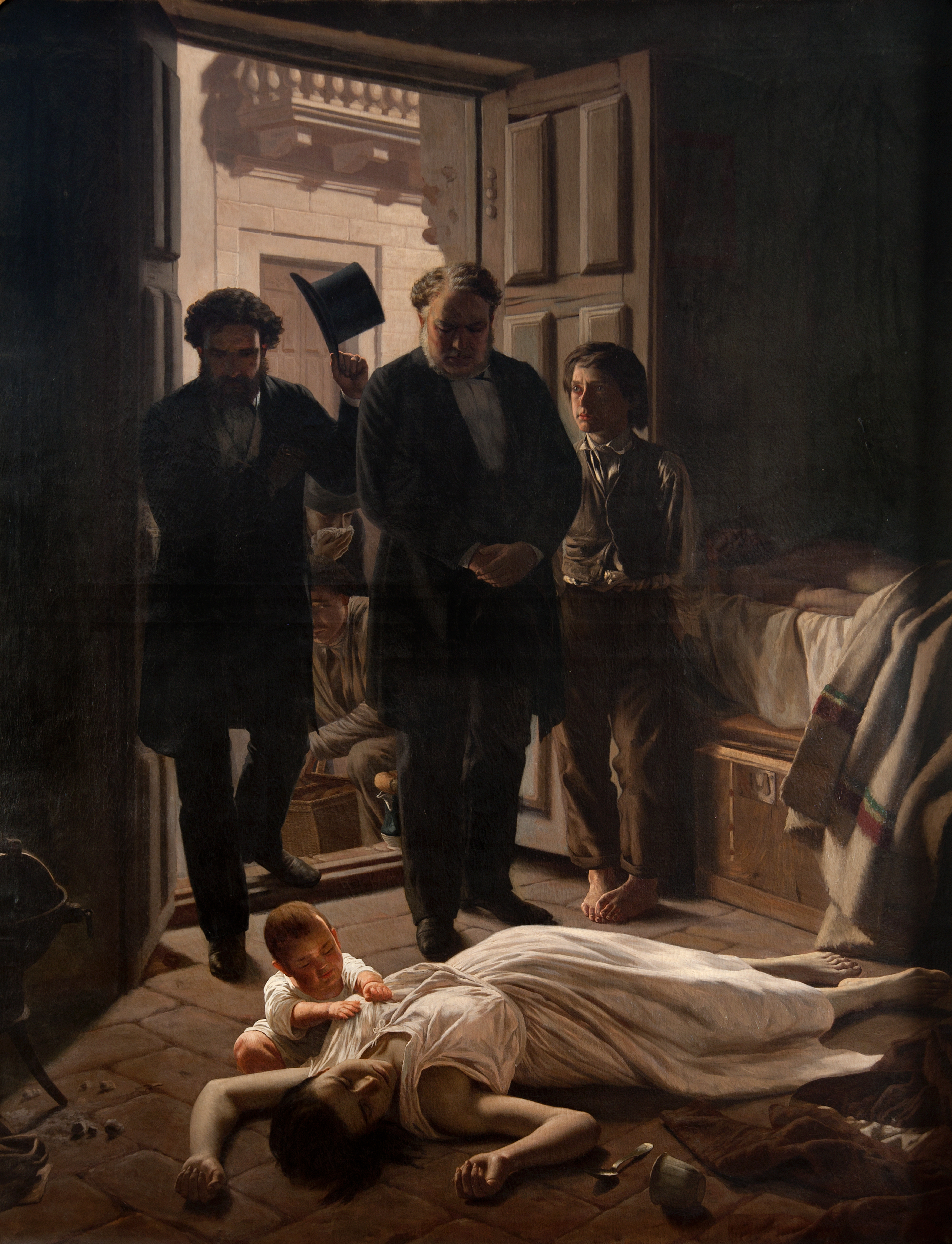
Un episodi de la febre groga a Buenos Aires, de Juan Manuel Blanes

Estudis històrics situen la taxa de mortalitat entre 1 de cada 17 (5,8 %) i 1 de cada 3 (33 %). D'altra banda, les notes informatives de l'OMS per la febre groga (actualitzades el 2001) informen que el 15 % dels afectats entren a la «fase tòxica» i que la meitat d'aquests moren passats de 10 a 14 dies mentre que l'altra meitat es recupera.

## Profilaxi
La profilaxi es pot dur a terme amb diferents mitjans, sovint utilitzats de forma sinèrgica:
- Vacuna: eficaç des dels 10 dies fins als 10 anys després d'administrada. La població susceptible de ser vacunada sol ser la indígena de les zones endèmiques, i la turista cap a aquelles. Desenvolupada a partir de les investigacions del premi Nobel Max Theiler, i per l'investigador cubà Carlos Finlay.
- Mesures d'aïllament dels mosquits: roba protectora, repel·lents, mosquiteres, etc.
- Mesures de desinsectació i programes de control dels mosquits.

## Història
La febre groga ha tingut un paper rellevant al llarg de la història d'Àfrica, Amèrica i Europa. S'han reportat epidèmies històriques com les de l'Imperi Romà als anys 541 a 549, a l'Havana cubana entre 1762 i 1763, a Filadèlfia el 1793, a Haití el 1802 (fent estralls entre les tropes franceses en plena revolució haitiana) i Norfolk el 1855.
Són de destacar les epidèmies que durant el segle xix se succeïren al llarg de la costa de la península Ibèrica, a localitats com Cadis, Gibraltar i Cartagena. De gran importància històrica i internacional va ser la que l'agost de 1821 va fer estralls a la ciutat de Barcelona. En el context del Trienni Lliberal, les mesures de contenció de l'epidèmia van trigar a implementar-se i finalment es va haver d'aïllar tota la ciutat. L'epidèmia s'havia iniciat a la Barceloneta, probablement arribada dalt dels bucs Gran Turco i Tallaferro de l'Havana. Les famílies que s'ho podien permetre van sortir de la ciutat, així com el govern, que es va refugiar a Esparreguera, mentre l'alcalde Martí de Cabanes i molts consellers lluitaven per contenir l'epidèmia, mantenir l'ordre a la ciutat i socórrer els afectats. Es va establir un campament sanitari als vessants de la muntanya de Montjuïc. L'epidèmia es declarà finalitzada a la ciutat el desembre del mateix any. L'epidèmia va tenir rellevància científica arran de les acalorades i polititzades discussions entre contagionistes, defensors de la teoria del contagi entre persones de la malaltia i del seu origen "exòtic", i els anticontagionistes, convençuts de l'origen local de la malaltia i de l'efecte ineficaç i contraproduent de les mesures d'aïllament i quarantena. A la vegada, tropes del rei francès Lluís XVIII es posicionaven al llarg dels Pirineus amb l'excusa de la protecció sanitària, però en realitat en preparació per acabar amb l'experiència liberal d'Espanya.
L'investigador cubà Carlos Finlay va llegir una conferència a la Real Academia Nacional de Medecina, a l'Havana el 14 d'agost de 1881 sobre la transmissió de la malaltia pels mosquits, i va publicar-ho el 1886, però les seves investigacions foren ignorades fins al 1900.